# Nagroda Kisiela
Nagroda Kisiela – wyróżnienie ustanowione przez Stefana Kisielewskiego pod patronatem tygodnika „Wprost”. Pierwsza nagroda została przyznana przez Kisielewskiego w 1990, a po jego śmierci (1991) przyznaje ją Kapituła Nagrody Kisiela.

## Historia
Według pierwotnych zamierzeń nagrodę miano przyznawać w następujących kategoriach: najlepszy biznesmen, najlepszy ekonomista, najlepszy publicysta. Sam Stefan Kisielewski nie przewidywał przyznawania Nagród Kisiela po własnej śmierci.
Od 1991 laureatów nagrody wybiera Kapituła Nagrody Kisiela. W jej składzie znajdują się wszyscy dotychczasowi żyjący laureaci, a ponadto Jerzy Kisielewski (syn twórcy nagrody). W przeszłości drugim stałym członkiem, nie-laureatem był Marek Król, do 2006 redaktor naczelny tygodnika „Wprost”. Nagroda Kisiela przyznawana jest w trzech kategoriach: polityk, publicysta i przedsiębiorca. Wyróżniane są osoby, które w mijającym roku osiągnęły szczególnie wiele i których działalność jest zgodna z duchem twórczości Kisiela.

## Kontrowersje
Nagrody za rok 2007, 2008 i 2009 nie zostały przyznane z powodu sprzeciwu 25 członków kapituły, ponieważ ich zdaniem poziom niektórych publikacji „Wprost” oraz zaangażowanie tygodnika nie pozwala na kontynuowanie idei nagrody w dotychczasowej formie. Wśród laureatów, którzy oprotestowali patronat mediowy „Wprost”, byli m.in.: Władysław Bartoszewski, Lech Wałęsa, Andrzej Olechowski oraz Jan Krzysztof Bielecki. Część członków zaproponowała powołanie niezależnej fundacji (wówczas pomysł nie doczekał się realizacji: w 2008 roku przez Janusza Korwin-Mikkego została założona Fundacja Kisiela, która jednakże nigdy nie brała udziału w rozpatrywaniu kandydatur do nagrody; z kolei w 2015 została założona Fundacja im. Stefana Kisielewskiego).
Krytycznie o decyzjach Kapituły wypowiadał się jej były członek, Marek Król.
Kolejny konflikt między Kapitułą Nagrody Kisiela a tygodnikiem „Wprost” miał miejsce w latach 2015–2016.
Za rok 2014 o nagrodach zadecydowali nie tylko członkowie Kapituły, ale również czytelnicy tygodnika „Wprost”. Na stronie internetowej każdy zainteresowany mógł oddać swój głos, który następnie uzupełnił głosy oddane przez Kapitułę. Wówczas część członków Kapituły Nagrody Kisiela skrytykowała taki sposób wyboru laureatów, w oświadczeniu napisali, że inicjatywę czasopisma uznają „za akt samozwańczy, nieprawy i z natury rzeczy nieważny”.
Natomiast za rok 2015 wskazano dwie niezależne od siebie listy laureatów. Pierwszą z nich (bez wiedzy czasopisma „Wprost”) podała Kapituła, a drugą „Wprost”. Michał M. Lisiecki, prezes zarządu Agencji Wydawniczo-Reklamowej „Wprost” (wydawcy tygodnika), nazwał działania kapituły niedopuszczalnymi oraz oświadczył, że wydawca tygodnika „Wprost” posiada wyłączne prawa do znaku towarowego „Nagroda Kisiela” i nikt nie może bez zgody AWR „Wprost” posługiwać się tytułem „Nagroda Kisiela”.

## Laureaci
- 1990 – Janusz Beksiak, Stefan Bratkowski, Janusz Korwin-Mikke, Rafał Krawczyk, Piotr Kuncewicz, Stefan Kurowski, Józef Kuśmierek, Jacek Maziarski, Krzysztof Mętrak, Kazimierz Pytko, Ernest Skalski, Jerzy Waldorff, Wiesław Walendziak, Piotr Wierzbicki, Mieczysław Wilczek, Wacław Wilczyński.
- 1991 – Bogusław Bagsik, Jan Krzysztof Bielecki, Jerzy Grohman (ostatni wskazani przez samego Kisiela).
- 1992 – Jerzy Giedroyć, Jan Kulczyk, Jan Winiecki.
- 1993 – Aleksander Kwaśniewski, Janusz Lewandowski, Józef Tischner.
- 1994 – Leszek Balcerowicz, Jacek Fedorowicz, Mieczysław Prószyński.
- 1995 – Władysław Bartoszewski, Andrzej Woyciechowski, Antoni Majewski.
- 1996 – Andrzej Bączkowski, Sobiesław Zasada, Michał Zieliński.
- 1997 – Marian Krzaklewski, Tomasz Wołek, Czesław Apiecionek.
- 1998 – Henryka Bochniarz, Stanisław Tym, Hanna Gronkiewicz-Waltz.
- 1999 – Jan Nowak-Jeziorański, Paweł Piskorski, Wiesław Uchański.
- 2000 – Irena Eris, Witold Gadomski, Andrzej Olechowski.
- 2001 – Stanisław Ciupiński, Jan Kułakowski, Rafał Aleksander Ziemkiewicz.
- 2002 – Krzysztof Pawłowski, Donald Tusk, Maciej Rybiński.
- 2003 – Jan Rokita, Roman Kluska, Janusz A. Majcherek.
- 2004 – Jerzy Hausner, Teresa Bogucka, Adam Krzanowski.
- 2005 – Lech Wałęsa, Ryszard Krauze, Tomasz Lis.
- 2006 – Marek Safjan, Wojciech Trzciński, Roman Młodkowski.
- 2007 – nagród nie przyznano
- 2008 – nagród nie przyznano
- 2009 – nagród nie przyznano
- 2010 – Andrzej Mleczko, Jerzy Buzek, Krzysztof Olszewski[8].
- 2011 – Elżbieta Bieńkowska, Janina Paradowska, Krystyna Janda[9].
- 2012 – Tadeusz Mazowiecki, Joanna Solska, Tomasz Zaboklicki[10].
- 2013 – Jacek Rostowski, Adam Michnik, Dariusz Miłek[11].
- 2014 – Paweł Lisicki, Ryszard Florek [nie przyznano nagrody w kategorii: polityk][12].
- 2015 – Andrzej Rzepliński (w kategorii osoba publiczna, utworzonej w miejsce kategorii polityk), Adam Boniecki oraz Adam Kiciński i Marcin Iwiński[13] (laureaci nagród przyznanych za 2015 przez Kapitułę).
- 2015 – Kornel Morawiecki, Dariusz Żuk, Mariusz Max Kolonko[14] (laureaci nagród przyznanych za 2015 przez tygodnik „Wprost”).
- 2016 – Paweł Kukiz, Andrzej Zarajczyk, Paweł Jabłoński[15]
- 2017 – Jadwiga Emilewicz, Jarosław Kaczyński, Mariusz i Paweł Szataniak oraz Ryszard Pieńkowski[16].